# 1134

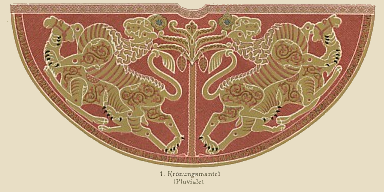
De kroningsmantel van het Heilige Roomse Rijk, gemaakt voor Rogier II van Sicilië in 1134.

Het jaar 1134 is het 34e jaar in de 12e eeuw volgens de christelijke jaartelling.

## Gebeurtenissen
augustus
- 9 - Slag bij Färlev: Magnus IV verslaat zijn oom en medekoning Harald Gille. Magnus wordt alleen koning van Noorwegen, en Harald vlucht naar Denemarken.

oktober
- 4 - stormvloed in Zuidwest-Nederland en Vlaanderen. Het Zwin ontstaat, en de duinen bij Monster en Naaldwijk worden weggeslagen.
- oktober - Keizer Lotharius III neemt de stad Ulm in en Frederik II van Zwaben wordt gevangengenomen en onderwerpt zich aan de keizer.

zonder datum
- Reinoud I van Bar draagt de voogdij over het graafschap Verdun over aan de stad Verdun.
- Kloosterstichtingen: Averbode, Berne
- Fulco van Jeruzalem beschuldigt Hugo II van Jaffa van verraad en overspel met Fulco's echtgenote Melisende. Hugo en Roman van Le Puy, heer van Oultrejordain, worden verbannen uit het koninkrijk Jeruzalem.
- Hugo van Grenoble wordt heilig verklaard, slechts 2 jaar na zijn onverlijden.
- De dom van Ribe wordt voltooid.
- Aartsbisschop Arnold I van Keulen begint de bouw van de burcht op de top van de Drachenfels.
- Koenraad II van Luxemburg trouwt met Ermgard van Zutphen.
- Voor het eerst genoemd: Etzel, Horsten

## Opvolging
- Aragon - Alfons I opgevolgd door zijn broer Ramiro II
- Béarn - Centullus VI opgevolgd door zijn zuster Guiscards
- patriarch van Constantinopel - Johannes IX Agapetus opgevolgd door Leo Styppes
- Denemarken - Niels opgevolgd door zijn neef Erik II
- Karinthië
- Navarra - Alfons I opgevolgd door Garcia IV
- Noordmark - Albrecht de Beer in opvolging van Koenraad van Proseck
- Oultrejordain - Roman van Le Puy opgevolgd door Paganus de Schenker
- bisdom Skálholt - Magnús Einarsson in opvolging van Þorlákur Runólfsson

## Geboren
- Godfried II, graaf van Maine en Anjou
- Oda van Rivreulle, Belgisch non
- Oldřich II, hertog van Moravië-Olmutz
- Pioxus, Italiaans universiteitsdecaan
- Sancho III, koning van Castilië (1157-1158)
- Raymond V, graaf van Toulouse en Rouergue (jaartal bij benadering)
- Rudolf I, heer van Coucy (jaartal bij benadering)

## Overleden
- 28 maart - Stefanus Harding (~94), Engels abt
- 4 juni - Magnus Nilsson (~26), koning van Zweden (1125-1130)
- 6 juni - Norbertus (~53), aartsbisschop van Maagdenburg en kloosterstichter
- 25 juni - Niels (~69), koning van Denemarken (1104-1134)
- 17 juli - Centullus VI, burggraaf van Béarn
- 13 augustus - Piroska (Irene van Hongarije), echtgenote Johannes II Komnenos
- 7 september - Alfons I (~61), koning van Aragon en Navarra (1104-1134) (gevechtswonden)
- Al-Fath ibn Khaqan, Andalusisch schrijver
- Robert Curthose (~80), hertog van Normandië (1087-1105)